# Pasqual Gal·lo
Pasqual Gal·lo va ésser un cantant alguerès que publicà alguns discos durant els anys vuitanta del segle xx.
Josep Tero enregistrà una de les seues cançons ("Lo nassaiolo") al seu segon LP (Raval, 1990).